# Raión de Tárnogski Gorodok
El raión de Tárnogski Gorodok o raión de Tárnogski (ruso: Та́рногский райо́н) es un distrito administrativo (raión) ruso perteneciente a la óblast de Vólogda. Se ubica en el noreste de la óblast. Su capital es Tárnogski Gorodok.
En 2023, el raión tenía una población de 10 460 habitantes. El territorio del raión es completamente rural y limita al norte con la óblast de Arcángel.

## Subdivisiones
Comprende 248 localidades rurales. Tan solo cuatro de ellas superan los trescientos habitantes, y la mitad de la población del raión vive en la capital distrital. Debido a esta estructura de la población, desde 2022 el autogobierno local del raión toma la forma jurídica de ókrug municipal, de forma que un solo ayuntamiento con sede en Tárnogski Gorodok ejerce su jurisdicción sobre todo el raión.
Antes de 2022, el raión se dividía en seis asentamientos rurales: Verjovski Pogost, "Zaborskoye" (con sede en Krásnoye), Ilezski Pogost, "Markushevskoye" (con sede en Zarechye), "Spaskoye" (con sede en Nikíforovskaya) y la capital distrital Tárnogski Gorodok.